# 脂肪女性主義
肥胖女性主義，或正面肥胖女性主義（fat-positive feminism），是一種將女性主義與接受肥胖運動融合的女性主義運動。肥胖女性主義，特別指出厭女與性別歧視（英語：sexism），和體型歧視與反肥胖的偏見的交集。肥胖正面女性主義者提倡接受所有體型的女性。肥胖正面女性主義源自第二波女性主義，茁壯於第三波女性主義。

## 歷史

### 早期
肥胖女性主義與接受肥胖運動源自第二波女性主義，出現於六零年代晚期。在六零和七零年代晚期，出現了活躍分子，例如：莎拉·費什曼（Sara Fishman）、富蘭克林·雷威博士（Dr. Franklin Lgway）、朱蒂·費什貝瑞（Judy Freespirit）和卡倫瓊斯（Karen Jones），現在是卡倫·史汀森（Karen Stimson）。1973年，費什曼和費什貝瑞發表了〈解放肥胖宣言〉（Fat Liberation Manifesto），他們在文章中批評體型歧視是種性別歧視。在1960年代，如崔姬等苗條女模蔚為時尚的年代，運動遭遇各種各樣的反應。此時活躍的一些女性主義者，如：格洛丽亚·斯泰纳姆和珍·芳達認為必須除去某些女性特質（femaleness），如女性曲線般的身材——咸認是要進入男性主宰社會的關鍵。活躍分子繼續舉辦遊行，朝這個方向走。當肥胖女性主義者們無法從國家女性組織獲得支援時，他們自行創立了數個組織，以提倡接受體型，例如：肥胖地下組織（Fat Underground）、身體形象工作部隊（The Body Image Task Force）（Santa Cruz）和正面的身體（Body Positive）。

### 1980年代到2000年
1980年代，運動取得部分成功，出現了更多反體型歧視的組織與出版物。1983年，麗莎·修菲德（Lisa Schoenfielder）和芭伯·威瑟（Barb Wieser）出版第一本肥胖女性主義書籍《鋼索上的陰影：關於肥胖壓迫的女性文章》（Shadow on a Tightrope: Writings by Women on Fat Oppression）。1984年，《光輝：給體型肥胖女性的雜誌》（Radiance: The Magazine for Large Women）第一期出版。許多目標客群為大號體型者的服飾品牌與流行雜誌紛紛創立。肥胖女性主義者繼續控告節食計畫以取得詐欺賠償。然而，減肥產業的人氣並未像在八零年代增加時那樣地衰退。美國人繼續在節食產品與計畫上花超過三百三十億。
1990年代，國家女性組織(NOW)在無異議票通過反體型歧視立場，並創建身體形象工作部隊。肥胖女性主義首次獲得其支持。1992年，英国正面體型倡議者瑪莉·埃文斯·楊（Mary Evans Young）創立國際不節食日（International No Diet Day），計畫在當天野餐；但由於下雨，計畫改在室內舉行。1993年，許多美國女性主義團體加入了這個節日慶典，隨後25個州參與了國際不節食日的第二次年度慶典。每年5月6日為國際不節食日。
1993年，東妮·加西斯塔（Toni Cassista）控告一家位於加州聖克魯斯市名叫「社區食物（Community Foods）」的店家，由於她的體型不雇用她。最終，加州最高法院作出了有利於東妮的判決。
1990年代的愛好者雜誌運動、暴動女孩運動和解放肥胖運動匯集了許多年輕活躍份子，出版了許多肥胖女性主義愛好者雜誌。其中一份從1994到1997的選輯在舊金山出版，收錄了瑪琳·溫的〈胖！所以？：給不為他們的體型而道歉的人們〉（Fat!So?: for people who don't apologize for their size）、諾美·蘭的〈我天殺的太美了〉（I'm So Fucking Beautiful），以及〈胖女孩：一份給胖歹客（dyke）和想要她們的女人們的愛好者雜誌〉（Fat Girl: a zine for fat dykes and the women who want them）。1996年，艾利森·蜜雪兒、盧比·羅文（Ruby Rowan）和瑪可·玉城創建了表演藝術團「漂亮肥豬與火大」（Pretty Porky & Pissed Off, PPPO），由主要來自多伦多的活躍分子組成。直至2005年，漂亮肥豬與火大持續行動成長，出版該團的愛好者系列雜誌〈雙倍雙倍〉（Double Double）。小姐雜誌提名諾美·蘭為1997年的「年度女性」，以「啟發新生代的女性主義者回擊肥胖壓迫」。 1999年，瑪琳·溫將她的愛好者雜誌擴充為一本書《胖！所以？：因為你不需要為你的體型道歉》。2005年，前胖女孩選輯成員作者麥克斯·愛本（Max Airborne）和切里·明奈（Cherry Midnight）出版了〈體型皇后：給大號酷兒和我們忠實的臣民〉（Size Queen: for Queen-Sized Queers and our Loyal Subjects）。

### 2000年至今
兩千年代，網路女性主義與網路接受肥胖運動者成長合流。接受肥胖的部落格常稱為fatosphere，同時獲得些許主流刊物的正面關注。2009年，有名的肥胖部落客，凱特·哈定和瑪莉安尼·科比（Marianne Kirby）共同自費出版《來自肥胖文化的課程：放棄節食並和你的身體宣告停戰》（Lessons from the Fat-o-sphere: Quit Dieting and Declare a Truce with Your Body）。書中涵蓋不同主題，共二十七章，包括正面的身體（body positivity）、每種體型的健康和直覺性的飲食。2005年，琳達·培根（Linda Bacon）構想出一套拒絕節食與基於體重的健康典型的每種體型的健康思想體系，隨後獲許多肥胖女性主義者採用。龐克樂團流言蜚語的女性主唱贝丝·迪托為接受肥胖運動發聲，隨著2006年專輯〈保持控制〉流行，她在兩千年代中葉的走紅提高了人們對接受肥胖運動的關注。

### 與其他種類的女性主義的交集
《鋼索上的陰影：關於肥胖壓迫的女性文章》中有許多作者是參與女同志女性主義的女同志。 他們的肥胖經驗結合對生理性別（sex）、體型與性向的歧視，不同於直女的肥胖經驗。而體型肥胖的有色人種女人不僅經歷體型歧視和厭女，同時也經歷種族主義的交集性經驗，也不同於體型肥胖的白人女性的經驗。